# أحكام الوقف
أحكام الوقف إن الوقف بأنواعه خيري وأهلي، ثابت بالكتاب والسنة وإجماع الأمة، واختلف الفقهاء في حكم توقيت الوقف بمدة محدّدة، ويُشترط في الواقف شروط إذا توافرت صحَّ وقفُه، ولكي يكون الوقف نافذاً، وضع الفقهاء جملة من الشروط، واختلف الفقهاء لمن تكون النظارة،فقال البعض أن الولاية على الوقف للواقف، وذهب اخرون إلى أنه ليس للواقف فيه ولاية إلا أن يشترط ذلك، وفي بيع الوقف وإبداله بوقف آخر، لاستمرار منفعته فقد اختلف الفقهاء في جوازه بين موسعٍ ومضيّقٍ، ويجوز استثمار الوقف عند أكثر الفقهاء بالأمول التي يمكن الانتفاع بها مع بقاء أصلها، والوقف يختلف عن الوصية، وبينهما فروق من أهمها: أن الوقف لا حدَّ له، بينما الوصية لا تتجاوز الثلث إلا إذا توافق الورثة لإجازته.

## مشروعية الوقف
الوقف مندوب فعله: دلَّت على مشروعيته نصوص من القرآن، والسُّنّة النبوية، وعَمِلَ به الصحابة، وأجمع على مشروعيته جمهور الفقهاء، من الحنفية، والمالكية، والشافعية، والحنابلة، والظاهرية.
أما الدليل من القرآن: فقوله تعالى:﴿لَنْ تَنَالُوا الْبِرَّ حَتَّى تُنْفِقُوا مِمَّا تُحِبُّونَ﴾ [آل عمران:92]، فإن أبا طلحة لما سمعها رغب في وقف ببرحاء أحبّ أمواله إليه، وبرحاء بفتح الباء وكسرها اسم لماء، أو موضع بالمدينة، ووجه الاستدلال من الآية أن الصدقات مندوبٌ إليها، والوقف صدقة، فهو مندوبٌ إليه.
وأما من السنة: فقوله ﷺ: "إذا مات الإنسان انقطع عمله إلا من ثلاث: صدقة جارية، وعلم ينتفع به، وولد صالح يدعو له، والصدقة الجارية محمولة عند العلماء على الوقف، فإن غيره من الصدقات ليست جارية، بل يملك المتصدق عليها أعيانها، ومنافعها ناجزا وأما الوصية بالمنفعة، وإن شملها الحديث فهي نادرة، فحمل الصدقة في الحديث على الوقف أولى.
وأما إجماع الصحابة: فقد قال القرطبي: أن المسألة إجماع من الصحابة، وذلك أن أبا بكر وعمر وعثمان وعليا، وعائشة وفاطمة وعمرو بن العاص وابن الزبير وجابرا كلهم وقفوا الأوقاف، وأوقافهم بمكة والمدينة معروفة ومشهورة، وقال ابن قدامة: قال جابر: "لم يكن أحد من أصحاب النبي ﷺ ذا مقدرة إلا وقف، وهذا إجماع منهم، ولا شك أن أعظم الأوقاف ما كان على دور العبادة من المساجد والمدارس ونحوها.

## حكم توقيت الوقف بمدة محددة
هذه المسألة وقع فيها الخلاف بين الجمهور:
- رأي الحنابلة: لا يصح الوقف معلقاً بشرط، وفيه وجه وكذا مؤقتاً ... وقيل يلغو توقيته.[17]
- رأي الشافعية: لا يجوز عندهم تأقيت الوقف إلى مدة، لأن الوقف إخراج مال على وجه القربة،[18] فلا يتأتى معه التوقيت.[19]
- راي الحنفية: وقع عندهم اشتراط التأبيد للوقف بالإجماع، إلا أن محمداً اشترط النص عليه من قبل الواقف، فقال: لا يتعين التأبيد إلا بالتنصيص.[20]
- رأي المالكية: فقالوا أن الوقف يقع مؤقتاً، لكن إذا كانت الصيغة بلفظ التأبيد، فيكون مؤبداً على الوجه الذي جعل فيه ملكاً لمالكه، وينتقل إلى ورثته كسائر أملاكه.[21][22]

## حكم توثيق الوقف
توثيق الوقف وسيلة لقطع الشك والارتياب في نفوس الواقفين، خاصة إذا طال الزمان أو طرأ النسيان أو عرَضَ عارض الموت، فيتنازع الورثة والموقوف عليهم على الأملاك الوقفية، فتكون الوثيقة هي الحاسمة لداء الشكوك والقاطعة للخصومات، ومن المقاصد الشرعية في المعاملات نفي الشكوك وسد باب الظنون، قال تعالى:﴿ذَلِكُمْ أَقْسَطُ عِنْدَ اللَّهِ وَأَقْوَمُ لِلشَّهَادَةِ وَأَدْنَى أَلَّا تَرْتَابُوا﴾ [البقرة:282]، والكتابة فيها زيادة التوثق، وهو أقسط أي عدلا، لأنه أحفظ للحق، وأقوم للشهادة، أي أعون على إقامتها، وأقرب إلى نفي الريبة والشك، فهذه ثلاث علل، فالوثيقة الوقفية تحفظ الأركان الوقفية للوقف، وتراعي شروطه وقوانينه الشرعية، فهذه الأمور لا يمكن ملاحظتها إلا بتوثيق الأوقاف، فلا يكفي في المحافظة على الأوقاف التعويل على صدق الناظر وديانته، على أهمية هذا الشرط، وإنما الضامن لذلك إعداد الحجج الوقفية الصحيحة التي تشهد على الجميع بصدق ما دُوّن فيها، وتجعل المتعاقدين يعتمدون عليها، ويحتجون بها عند الحاجة، والخلاصة فإن توثيق الأوقاف أسلوب عملي، وضامن قانوني، وطريق شرعي لضبط الموقوفات وصيانتها.

## حكم شروط الواقفين
ما يشترطه الواقف عند إنشائه للوقف، ويدونها في وثيقة الوقف، هي جارية مجرى الشروط في العقود، والأصل في شروط الواقفين، أن تكون ملزمة للنظار ومتولي الوقف، وليس لهم مخالفتها، وقد قعَّد لذلك الفقهاء قاعدتهم المشهورة في شروط الوقف، حيث ينصون على أن: "شروط الواقف كنص الشارع"، أي في وجوب العمل به وفي المفهوم والدلالة، ولكن لا ينبغي العمل وتنفيذ الشروط إلا ما كان فيه طاعة لله، ويحقق مصلحة للمكلف، وأما ما كان بضد ذلك فلا اعتبار له، والحق فقهيًّا أن شروط الواقف تحترم وتصان طالما كانت في اتساق مع القواعد الشرعية، ومع مقاصد الوقف، وإلا تسلب عنها هذه القدسية والاحترام، وفي الفقه أمثلة عديدة لما يجب الخروج عليه وإهداره من شروط لبعض الواقفين.

## حكم الولاية على الوقف
يقصد بالولاية على الوقف (النظارة): وهي السلطة التي ترعى مصالحه، بحفظ أصوله واستغلاله، وتثمير ممتلكاته، وصرف ريعه في مصارفه حسب شروط الواقف، ويسمى من له هذه الولاية بمتولي الوقف، أو ناظر الوقف والقيم عليه، ويمكن أن يكون الناظر علي الوقف مؤسسة أو جهة "ويجب على الناظر أن يتقي الله ويحسن الولاية على الوقف؛ لأن ذلك أمانة أؤتمن عليها، والولاية على الوقف للواقف غالباً، والوقف جائز، والولاية للواقف سواء شرط ذلك أو لم يشترطه، وذهب أقوام: إلى أن الوقف جائز، وليس للواقف فيه ولاية، إلا أن يشترط ذلك، فإن شرط الولاية كانت له الولاية، وإن لم يشترط لم يكن له ولاية، ومن حجة أصحاب القول الأول: الزكاة التي فرضها الله على عباده أن ولاية قسمة ذلك إلى رب المال الذي وجبت عليه، وكذلك الصدقة لمن تصدق بها.

## حكم قِسمة الوقف
بيان حكم قسمة الوقف متوقف على معرفة أنواع قسمة الأملاك، والقسمة تكون في نوعين، أحدهما: رِقاب الأموال، والثاني: منافعها.
أولاً: قسمة الرّقاب وتكون على ثلاثة أوجه:
1. قسمة قرعة بعد تعديل وتقويم.
2. وقسمة مراضاة بعد تعديل وتقويم.
3. قسمة مراضاة بغير تقويم ولا تعديل.

فالقِسمة على الوجهين الأول والثاني، اختُلِف هل هي تمييز حق، أو بيع من البيوع؟ فنصّ مالك في المدونة على أنها بيع من البيوع، وذهب غيره إلى أنها تمييز حق، ويؤخذ من أقواله أنها بيع، والأظهر في قسمة القرعة أنها تمييز حق، وفي قسمة المراضاة بعد التعديل والتقويم أنها بيع من البيوع.
وأما الوجه الثالث: وهي قسمة المراضاة بغير تقويم ولا تعديل، فلا اختلاف أنها بيع من البيوع.
ثانياً: قسمة المنافع: فإنها لا تجوز بالسّهمة؛ أي بالقرعة، ولا يُجبر عليها من أباها، ولا تكون إلا على المراضاة.
ومُلَخص حُكم قسمة الوقف، فإن بعض المسائل يدل ظاهرها علَّة منع القسمة على الإطلاق، ومسائل يدل ظاهرها على جواز القسمة.

## حكم بيع الوقف وإبداله بوقف آخر
الحكم في بيعه أو إبداله، فيه ثلاثة أقوال:
1. الأول: المنع.
2. الثاني: الجواز.
3. الثالث: التفصيل:

فيجوز بيع الوقف وإبداله إذا تعطلت مصالحه، أو قلَّ الانتفاع به، أو كان في بيعه أو إبداله أو نقله مصلحة للمسلمين، لكن لا ينبغي للواقف أو لوصية التصرف إلا بعد مراجعة المحكمة، وذلك أن الحكم على تعطّل منافع الوقف أو ضعفها وتقرير المصلحة تختلف فيها الأنظار، والمحكمة لديها تجارب ومعرفة في هذه الأمور فلا بُد من مراجعتها.

## حكم ملكية الوقف

### ملكية الوقف بالنسبة لمنفعته
اتفق الفقهاء جميعاً، على أن ملكية منفعة الوقف (غلة الوقف)؛ هي للموقوف عليهم.

### ملكية العين الموقوفة
محل خلاف بين الفقهاء، ويمكن تصنيف أقوالهم في ذلك إلى ثلاثة آراء:
- الأول: زوال ملكية الواقف للعين الموقوفة، وانتقال ملكيتها للموقوف عليهم، وهو قول الشافعية، ومذهب الحنابلة إذا كان الوقف لآدمي معين، أو جمع محصور.[12]
- الثاني: زوال ملكية الواقف للعين الموقوفة دون انتقال ملكيتها للموقوف عليه، بل هي في حكم ملك الله، وهو رأي في المذهب الحنفي، والأظهر في مذهب الشافعية، وهو قول الحنابلة، إذا كان الوقف على مسجد ونحوه كمدرسة ورياظ وقنطرة وفقراء وما أشبه ذلك.[29]

- الثالث: عدم زوال ملكية الواقف للعين الموقوفة، بل تظل ملكيتها له، وهو مذهب المالكية في غير المسجد، يقول القرافي: أما أصل ملكه فهل يسقط أو هو باقٍ على ملك الواقف؟ وهو رأي أبي حنيفة وقول للحنابلة والإمامية، ولكل رأي من هذه الآراء أدلته.[8]

## حكم وقف النقود وما في حكمها
اختلف الفقهاء في حكم وقف النقود؛ فمنهم من قال بجواز ذلك، ومنهم من منع، ويمكن حصر آراءهم في اتجاهين:
- أولاً: عدم جواز وقف النقود

وهو رأي غالب فقها الحنفية، والصحيح من مذهب الحنابلة، والشافعية في الأصح، وابن شاس وابن الحاجب من المالكية؛ لأن النقود لا ينتفع بها مع بقاء عينها، بل الانتفاع بها إنما هو بإنفاقها، وهو استهلاك لأصلها، وذلك مخالف لموضوع الوقف، ومن نصوص أهل العلم في ذلك ما جاء في فتح القدير: "وأما وقف ما لا ينتفع به إلا بالإتلاف كالذهب والفضة والمأكول والمشروب، فغير جائز في قول عامة الفقهاء، والمراد بالذهب والفضة الدراهم والدنانير وما ليس بحلي، وجاء في الفتاوى الهندية: "ولو وقف دراهم أو مكيلاً أو ثياباً لم يجز.
- ثانياً: جواز وقف النقود

جاء في شرح فتح القدير: فيمن وقف الدراهم أو الطعام أو ما يكال أو يوزن أيجوز ذلك؟ قال: يدفع الدراهم مضاربة ثم يتصدق بها في الوجه الذي وقف عليه.

## حكم إجارة الوقف
إذا أَجَّر الوقف من له ولاية الإجارة، ثم مات في أثناء المدة، ففي ذلك ثلاث صور:
الأولى: أن يكون المؤجر قد استحق النظر لكونه حاكماً، أو استحق بشرط الواقف له ذلك، أي غير مستحق لشيء من الوقف، فهذا لا تنفسخ الإجارة بموته، ولا عزله.
الثانية: أن يكون استحقه لكونه موقوفاً عليه، ولم يشترط الواقف ناظراً، فهذا فيه خلاف مشهور، فهل تنفسخ بموته أو عزله على وجهين:
1. أحدهما: تنفسخ.
2. ثانيها: لا تنفسخ، وهو الأشهر.

الثالثة: أن يكون مستحقاً للوقف ولم يجعل ناظراً غيره، بل شرط الواقف النظر له، أو تكلم بكلام يدل على ذلك، فهذا له النظر بالاستحقاق والشرط معاً، فهل يكون كمن شرط له النظر وليس مستحقاً؛ فلا تنفسخ الإجارة بموته ولا بعزله.

### حكم استثمار أموال الوقف وموارده
الوقف نفسه استثمار؛ لأن الاستثمار يراد به إضافة أرباح إلى رأس المال لتكون المصاريف من الربح فقط، فيبقى رأس المال محفوظا ومضافا إليه من الربح الباقي ليؤدي إلى كفاية الإنسان وغناه، وكذلك الوقف حيث هو خاص بالأمول التي يمكن الانتفاع بها مع بقاء أصلها؛ ولذلك فالأشياء التي لا يمكن الانتفاع بها إلا باستهلاكها مثل الطعام، لا يجوز وقفها، أما فيما يتصل بوسائل وطرق الاستثمار المالي، وهي وسائل موضوعية فلا يستخدم منها في استثمار الوقف إلا ما تقره الشريعة الإسلامية، وما هو مشتق من أحكامها وقواعدها في المعاملات.

## حكم إعارة الوقف
إعارة الوقف أو وقف المنافع هو التداول والتناوب مع الردِّ، وعرَّفها الحنفية بأنها: تمليك المنافع مؤقتة بلا عوض، وعرَّفها الشافعية بأنها: إباحة الانتفاع بالشيء مع بقاء عينه شرعًا.
والسكن في أعيان الوقف دون إجرة، من التصرفات المنهي عنها على الناظر، إلا للموقوف عليهم، واختلف الفقهاء في حكم إعارة الوقف:
القول الأول: منع إعارة الْوَقْف: وإليه ذهب الحنفية، وظاهر مذهب المالكية، فجاء عن الحنفية: "ولا يجوز إعارة الْوَقْف، والإسكان فيه، وعلَّلوا ذلك بمراعاة مصلحة الْوَقْف والموقوف عليهم، وعلى ذلك لا يجوز للناظر إعارة الوقف لما فيه من انتفاع دون أجر.
القول الثاني: جواز إعارة الْوَقْف: وهو مذهب الشافعية، وظاهر مذهب الحنابلة، فيجوز للناظر إعارة الْوَقْف عند الشافعية، ويشترط الشافعية لصحة العارية صحة تبرعه وملكه المنفعة، ولو بوصية أو وقف، وإن لم يملك العين؛ لأن الإعارة ترد على المنفعة دون العين، وقيد ابن الرفعة جواز الإعارة من الموقوف عليه إذا كان ناظرًا، والمراد بملك المنفعة ما يعم الاختصاص بها، والتصرف فيها إلا بطريق الإباحة، وعلى هذا لا يرد ما عليه العمل من إعارة الصوفي والفقيه مسكنهما بالرباط والمدرسة وما في معناهما؛ أي على القول بجواز ذلك، والمعتمد أنه لا يجوز كما قاله الأذرعي وغيره.

## حكم وقف السلطان
- إذا كانت أوقافهم راجعة إلى مصالحهم الخاصة كوقفهم على أقاربهم فالوقف لا يصح ولا ينفذ ويحرم على المحبس تناول غلتها.
- وإذا كانت على وجوه البر والمصالح العامة كالمساجد والمساكين فإن نسبوا ذلك إلى أنفسهم على أن المال مالهم لم يصح الوقف كمن وقف مال غيره على أنه له، وإن اعتبروا أن المال لمسلمين وأيديهم في ذلك أيدي نيابة فإنه يصح وتعتبر شروطهم في ذلك إذا كانت وفق الأحكام الشرعية.[42]

## الفرق بين الوقف والوصية
1. أن الوقف تحبيس الأصل وتسبيل المنفعة، بينما الوصية تمليك مضاف إلى ما بعد الموت بطريق التبرع، سواء كان في الأعيان أو في المنافع.
2. أن الوقف يلزم ولا يجوز الرجوع فيه في قول عامة أهل العلم، لقول الرسول ﷺ لعمر: "إن شئت حبّست أصلها وتصدقت بها، أما الوصية فإنها تلزم ويجوز للموصي أن يرجع في جميع ما أوصى به أو بعضه.
3. الوقف يخرج العين الموقوفة عن التمليك لأحد وتخصيص المنفعة للموقوف عليه، بينما الوصية تتناول تملك العين الموصى بها أو منفعتها للموصى له.
4. تمليك منفعة الوقف يظهر حكمها أثناء حياة الواقف وبعد مماته، والتمليك في الوصية لا يظهر حكمه إلا بعد موت الموصي.
5. الوقف لا حدَّ لأكثره، بينما الوصية لا تتجاوز الثلث إلا بإجازة الورثة.
6. الوقف يجوز للوارث إلا إذا كان الموقف في مرض الموت، بينما الوصية لا تجوز لوارث إلا بإجازة الورثة.[2]

## وصلات خارجية
- كتاب أحكام الوقف
- أحكام الوقف والوصية والفرق بينهما
- أحكام الوقف على الذرية في الشريعة الإسلامية